# Privacy policy
Le privacy policy (in italiano: "politiche della privacy" o "informativa sulla privacy") sono un documento fisico o digitale in cui si esplicitano le vie che una parte utilizza per raccogliere ed utilizzare i dati di un cliente. Fanno parte solitamente di un contratto di Termini di servizio.

## Descrizione
Le "informazioni personali" raccolte ed utilizzate possono essere di qualsiasi tipo che serva ad identificare una persona (non limitandosi al nome completo, l'indirizzo, la data di nascita, la matricola della carta d'identità e altro ancora).
La riservatezza dei dati personali e gli effetti della tecnologia sui diritti umani e le libertà civili sono stati studiati da vari organismi internazionali sin dagli anni '60, portando alla definizione delle prime legislazioni in merito nel corso degli anni '70. L'Unione Europea ha introdotto prima il Data Protection Directive nel 1995 (95/46/EC), poi superato nel 2018 dal General Data Protection Regulation (GDPR; Regolamento UE n. 2016/679).
Nell'ambito informatico e del web, in genere le privacy policy sono contenute in un'apposita sezione di un sito web, usualmente includendovi il modo di utilizzo dei cookie (e delle nuove API Web storage).